# Dušan Vukčević
Pour les articles homonymes, voir Vukčević.
Dušan Vukčević, en serbe : Душан Вукчевић, né le 14 novembre 1975, à Sarajevo, en République socialiste de Bosnie-Herzégovine, est un joueur puis entraîneur serbe de basket-ball. Il évolue aux postes d'arrière et d'ailier.

## Biographie
Vukčević a aussi la nationalité grecque.
Son fils Tristan, né en 2003, est aussi joueur professionnel de basket-ball.

## Palmarès
- Champion d'Italie 2004
- EuroChallenge 2009